# Nowa Wieś (powiat strzyżowski)
Nowa Wieś (daw. Nowa Wieś Czudecka) – wieś w Polsce położona w województwie podkarpackim, w powiecie strzyżowskim, w gminie Czudec.
| SIMC    | Nazwa       | Rodzaj    |
| ------- | ----------- | --------- |
| 0648445 | Babia Góra  | część wsi |
| 0648451 | Banasiówka  | część wsi |
| 0648468 | Bania       | część wsi |
| 0648474 | Budy        | część wsi |
| 0648480 | Dół         | część wsi |
| 0648497 | Góra        | część wsi |
| 0648505 | Koniówka    | część wsi |
| 0648511 | Łazy        | część wsi |
| 0648528 | Osicze      | część wsi |
| 0648534 | Podlesie    | część wsi |
| 0648540 | Sitkówka    | część wsi |
| 0648557 | Środoniówka | część wsi |

W latach 1975–1998 miejscowość administracyjnie należała do województwa rzeszowskiego.
Miejscowość jest siedzibą parafii Zwiastowania NMP, należącej do dekanatu Czudec, diecezji rzeszowskiej.

## Historia
W okresie okupacji niemieckiej podczas II wojny światowej bliżej nieokreślona instytucja III Rzeszy uruchomiła m.in. w majątku Józefa Wiktora (syna Józefa) w Nowej Wsi uprawę przemysłową koksagizu jako alternatywy dla kauczuku na potrzeby wojenne – z wykorzystaniem maszyn rolniczych, w tym traktorów Lanz Bulldog. Eksperyment nie przyniósł spodziewanych rezultatów z powodu zbyt krótkiego okresu wegetacyjnego.